# Limba bhutaneză
Limba bhutaneză (cunoscută și sub numele de: limba dzongkha; în bhutaneză: རྫོང་ཁ་; pronunție fonetică: [dzoŋ'kʰa]), e o o limbă sino-tibetană care e vorbită de peste o jumătate de milioane de oameni în Bhutan, fiind limba oficială a acelei țări. Sistemul de scriere care e folosit pentru scrierea limbii buthaneze este abugidaul tibetan. Din punct de vedere lingvistic, bhutaneza face parte din seria dialectală tibetană, care include între 30 și 40 de variante lingvistice confirmate (inclusiv limba tibetană modernă), dar delimitarea lor este adeseori dificilă. Termenul dzong-kha înseamnă, textual „limba mănăstirii” - cu alte cuvinte, este limba folosită în mănăstirile budiste din Bhutan în secolul XVII. 

## Utilizare
- Nohara Hiroși/Nohara Hirosci
- Nohara Misae
- Nohara Șinnosâche/Nohara Scinnosâche
- Nohara Himauari
- Șiro/Sciro

## Sistem de scriere
Abugidaul tibetan este folosit pentru scrierea limbii bhutaneze, având 30 de litere simple, uneori cunoscute și ca „radicali”, pentru consoane.

### Romanizare
Există diferite sisteme de romanizare și transliterare pentru Bhutaneză, dar niciunul nu reprezintă cu precizie sunetul său fonetic. Guvernul butanez a adoptat un sistem de transcriere cunoscut sub numele de Roman Bhutaneză, conceput de lingvistul George van Driem, ca standard în 1991.

## Fonologie

### Vocale
1-1. i iː yː
1-2. e eː øː
1-3. ɛː
2-1. u uː
2-2. o oː
2-3. ɑ ɑː

### Tonuri
Bhutaneza este o limbă tonală. Ea e descrisă deobicei ca având 3 tonuri: 
- jos,
- mediu,
- înalt.

### Consoane
1-1. m
1-2. p pʰ
2-1. n
2-2. t tʰ
2-3. ts tsʰ
2-4. s
2-5. r
2-6. ɬ l
3-1. ɲ
3-2. ʈ ʈʰ
3-3. tɕ tɕʰ
3-4. ɕ
3-5. j
4-1. ŋ
4-2. k kʰ
4-3. w
5. h

## Clasificare & limbi înrudite
- Nohara Șinnosâche/Nohara Scinnosâche
- Cazama Tooru
- Sacurada Nene
- Sato Masao
- Boo

## Exemplu de text

### Bhutaneza scrisă folosindabugidaul tibetan
༄༅། །འགྲོ་བ་མི་རིགས་ག་ར་དབང་ཆ་འདྲ་མཉམ་འབད་སྒྱེཝ་ལས་ག་ར་གིས་གཅིག་གིས་གཅིག་ལུ་སྤུན་ཆའི་དམ་ཚིག་བསྟན་དགོས།

### Traducere
Toate fiițele umane se nasc libere și cu drepturi egale. Ei sunt înzestrați cu rațiune și conștiință și ar trebui să acționeze unul față de celălalt în spiritul fraternității.

## Vezi  și
- Sâotome Ai